# 安泽站 (山西)
安泽站位于中华人民共和国山西省临汾市安泽县府城镇，是瓦日铁路上的火车站，由中国铁路太原局集团临汾综合段管辖。

## 歷史
- 建于2014年12月。
- 客运开通于2024年9月29日。

## 車站周邊
- 青兰高速
- 241国道

## 外部連結
- 中国铁路客户服务中心（页面存档备份，存于）